# Le Crépuscule des aigles (téléfilm)
Pour les articles homonymes, voir Le Crépuscule des aigles et Crépuscule (homonymie).
Pour plus de détails, voir Fiche technique et Distribution.
Le Crépuscule des aigles (Fatherland) est un téléfilm de Christopher Menaul sorti en 1994, d'après le roman policier uchronique Fatherland de l'auteur britannique Robert Harris.

## Synopsis
Le postulat de départ est un monde dans lequel le Reich allemand a triomphé des Alliés en Europe en 1944. Les Britanniques se sont rendus aux nazis, qui ont remporté plusieurs victoires majeures contre les Soviétiques, qui sont repoussés au-delà de l'Oural. Les États-Unis ont vaincu le Japon dans la Guerre du Pacifique.
L'action se déroule en 1964, 20 ans après la fin de la guerre en Europe. La Guerre froide se déroule entre le Reich et les États-Unis, et les Allemands sont toujours en guerre contre les Soviétiques en Sibérie, où a lieu une guérilla sanglante. 
Pendant ce temps, le Reich règne sur une Europe vassalisée. Berlin, rénové selon les plans d'Albert Speer, est la plus grande ville du monde, où vit Adolf Hitler. Le Führer va sur ses 75 ans, mais personne ne l'a vu depuis des années. Dans le reste du monde, les Beatles chantent Yellow Submarine, le roi britannique Édouard VIII a retrouvé sa couronne avec la bénédiction de ses amis nazis et le président américain n'est autre que Joseph Kennedy, qui est connu pour ses sympathies envers le Reich.
La Détente étant en marche, les premiers contacts sont pris entre Américains et Allemands pour envisager de relâcher l'étreinte de la 
Guerre froide. Les Américains, qui soutiennent à bout de bras la machine de guerre soviétique, deviennent de plus en plus ouverts sur la possibilité de pacifier leurs relations avec le Reich.
Dans ce contexte interviennent toutefois plusieurs événements étranges. D'anciens dignitaires allemands de haut rang sont retrouvés morts. Le SS Sturmbannführer Xavier March de la Kriminalpolizei, la police criminelle et la SS ayant fusionné en 1936, mène l'enquête avec son adjoint, Max Jaeger. Bientôt rejoints par une journaliste américaine, ils découvrent alors une vérité gênante, qui bouleverse leur vision de l'histoire et les met en danger.

## Fiche technique
- Titre original : Fatherland
- Réalisateur : Christopher Menaul
- Scénario : Stanley Weiser - Ron Hutchinson
- Dialogue : Gary Chang
- Musique : Gary Chang
- Genre : téléfilm, drame
- Durée : 1 h 50
- Pays d'origine : États-Unis
- Interdit aux moins de 10 ans

## Distribution
- Rutger Hauer : Sturmbannführer Xavier March, inspecteur de la Kripo
- Miranda Richardson : Charlie Maguire, journaliste
- Peter Vaughan : Oberst-Gruppenführer Artur Nebe, directeur de la Kripo
- Michael Kitchen : Sturmbannführer Max Jaeger, coéquipier de March
- Jean Marsh : Anna von Hagen
- John Woodvine (en) : Martin Luther, sous-secrétaire aux Ministère des Affaires étrangères du Reich
- John Shrapnel : Obergruppenführer Odilo Globocnik dit Globus, adjoint du Reichsführer Reinhard Heydrich
- Clive Russell : Sturmbannführer Karl Krebs, adjoint de Nebe
- Clare Higgins : Klara
- Petronella Barker : Helga Schröder
- Garrick Hagon : Elliot
- Pavel Anděl (en)
- Sarah Berger
- Jan Bidlas
- Stuart Bunce (en)
- Neil Dudgeon